# Nzogera
Nzogera är ett vattendrag i Burundi.   Det ligger i provinsen Cankuzo, i den östra delen av landet, 150 km öster om huvudstaden Bujumbura.
I omgivningarna runt Nzogera växer huvudsakligen savannskog. Runt Nzogera är det ganska glesbefolkat, med 32 invånare per kvadratkilometer.